# Valerio Valeri
Valerio Valeri (Santa Fiora, 7 novembre 1883 – Roma, 22 luglio 1963) è stato un cardinale e arcivescovo cattolico italiano.

## Biografia

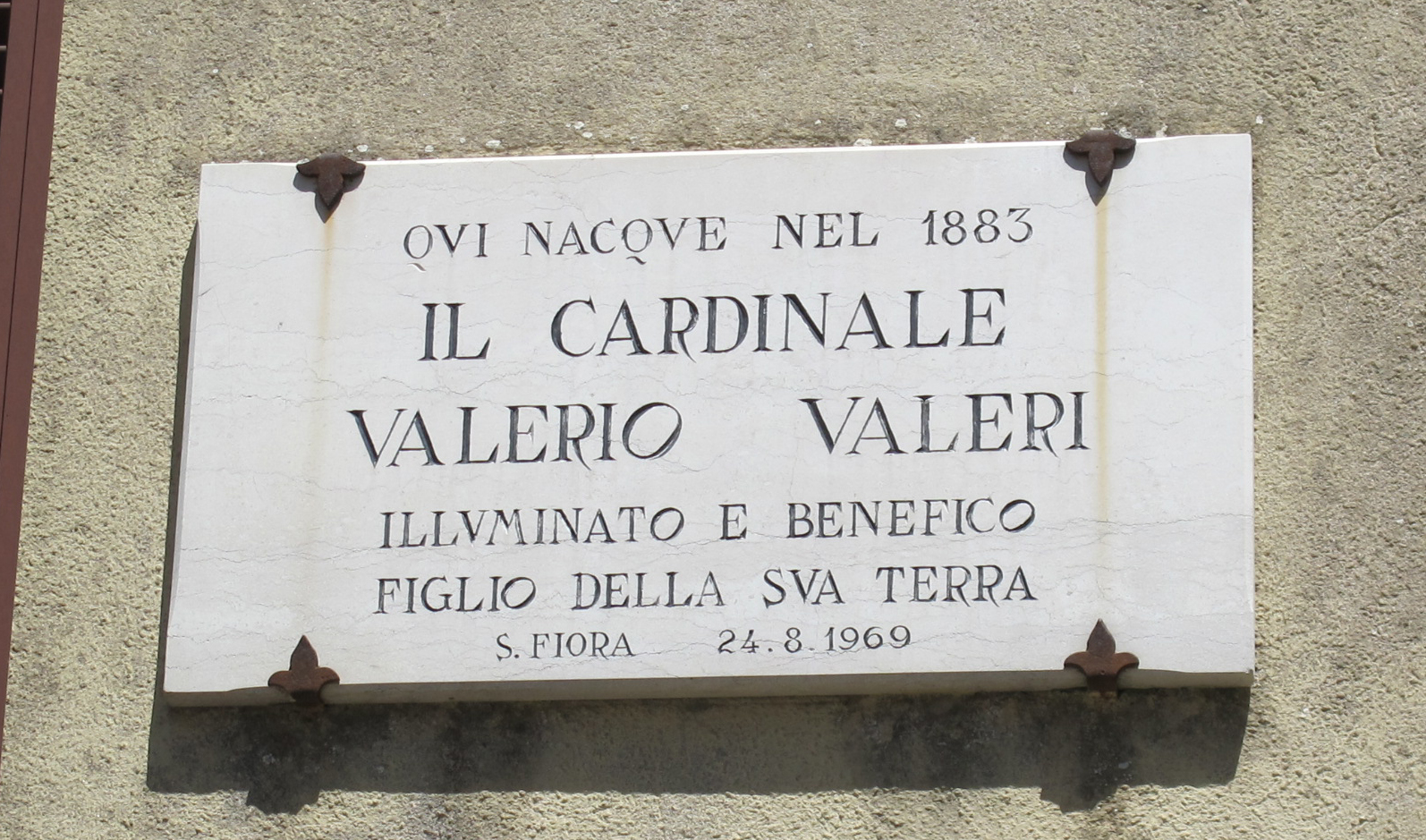
Targa sulla casa natale a Santa Fiora

Nacque a Santa Fiora, in diocesi di Città della Pieve, il 7 novembre 1883.
Fu ordinato sacerdote a Roma il 25 dicembre 1907.
Entrato nella diplomazia vaticana, fu consacrato vescovo nell'ottobre 1927; delegato apostolico in Egitto e in Arabia Saudita, fu eletto nunzio in Francia l'11 luglio 1936, venendo insignito della Legion d'Onore nel 1944; richiesto l'avvicendamento dal generale Charles De Gaulle dopo la caduta del maresciallo Philippe Pétain, fino al 1948 fu agli Affari Straordinari presso la Segreteria di Stato.
Papa Pio XII lo elevò al rango di cardinale nel concistoro del 12 gennaio 1953.
Nel conclave dell'ottobre 1958, che elesse papa Giovanni XXIII, fu uno dei cardinali più votati, dopo Krikor Bedros XV Aghagianian e Giacomo Lercaro.
Morì il 22 luglio 1963 all'età di 79 anni; il suo corpo riposa nella tomba di famiglia a Santa Fiora.

## Genealogia episcopale e successione apostolica
La genealogia episcopale è:
- Cardinale Scipione Rebiba
- Cardinale Giulio Antonio Santori
- Cardinale Girolamo Bernerio, O.P.
- Arcivescovo Galeazzo Sanvitale
- Cardinale Ludovico Ludovisi
- Cardinale Luigi Caetani
- Cardinale Ulderico Carpegna
- Cardinale Paluzzo Paluzzi Altieri degli Albertoni
- Papa Benedetto XIII
- Papa Benedetto XIV
- Papa Clemente XIII
- Cardinale Bernardino Giraud
- Cardinale Alessandro Mattei
- Cardinale Pietro Francesco Galleffi
- Cardinale Giacomo Filippo Fransoni
- Cardinale Carlo Sacconi
- Cardinale Edward Henry Howard
- Cardinale Mariano Rampolla del Tindaro
- Cardinale Sebastiano Martinelli, O.E.S.A.
- Cardinale Donato Raffaele Sbarretti Tazza
- Cardinale Valerio Valeri

La successione apostolica è:
- Cardinale Giuseppe Maria Sensi (1955)
- Cardinale Giuseppe Paupini (1956)